# Kádas Adrienn
Kádas Adrienn (1994 –) magyar kick-boxoló, szemikontakt világbajnok.

## Élete és pályafutása
Sportolói pályafutását kézilabdával kezdte, kézilabdaedző édesapja hatására. Kilencéves korában váltott a kick-boxra, bár eredetileg karatézni szeretett volna megtanulni egy Jackie Chan-film hatására. Először egy mezőberényi sportklubban edzett, később a budapesti székhelyű Halker-KiralyTeam Kick-Box Akadémiához csatlakozott.
Juniorok között kétszeres világ- és négyszeres Európa-bajnok, felnőtt világbajnoki címét 17 évesen szerezte 2011 novemberében a dublini WAKO-világbajnokságon. Első junior világbajnoki címét 2006-ban szerezte.
A 2015-ös világbajnokságon egy sérülésből való felépülés után bronzérmes lett. A 2017-es világkupán szintén bronzérmes volt.